# (Oud) Stadhuis Torhout

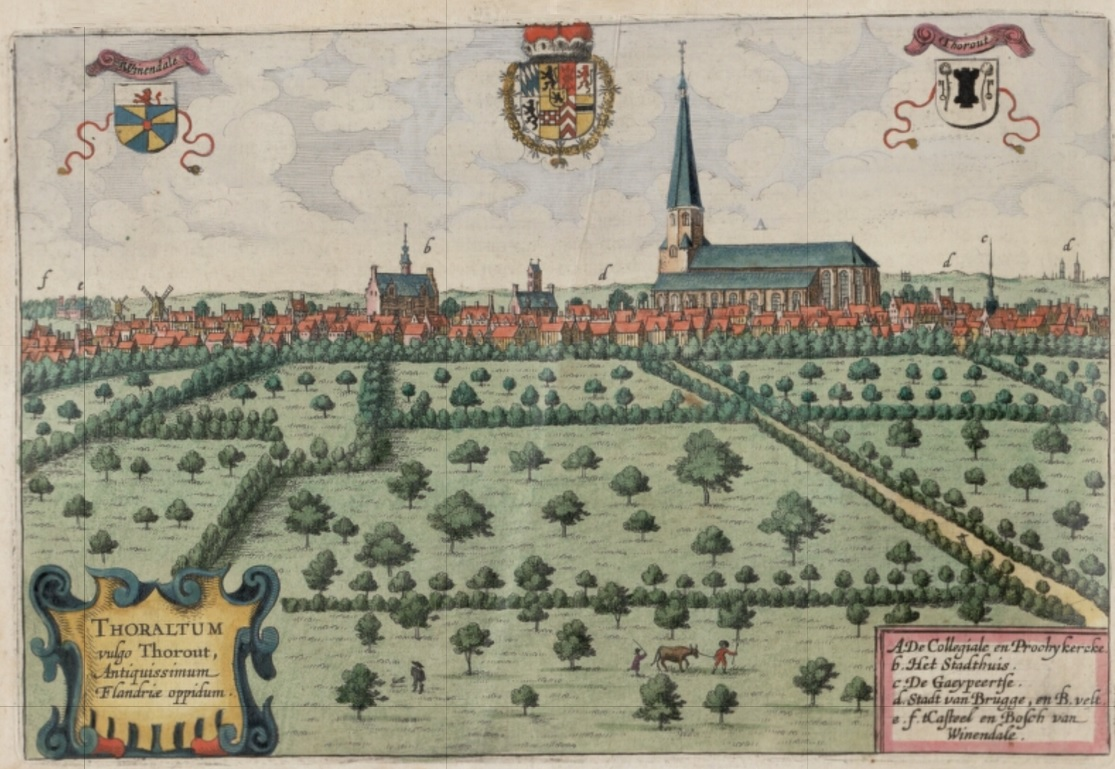
Torhout in 1641, het stadhuis staat links op de afbeelding.

Het oude stadhuis van Torhout is een gebouw dat in gebruik was als het gemeentehuis en later als toeristisch centrum, in de Belgische stad Torhout.

## Geschiedenis van het huidige stadhuis
Het stadhuis dat nog steeds rechtstaat tot op vandaag, is gebouwd in Duitse Barok in een periode gaande van 1711 tot 1713. Dit alles gebeurde op verzoek van Karel III Filips, heer van Wijnendale. Zijn wapenschild is nog steeds terug te vinden boven de hoofdingang van het gebouw. Het stadhuis was een vrijstaand gebouw tot er in 1806 een gevangenis naast werd gebouwd. De gevangenis heeft er gestaan tot 1864 toen ze werd gesloopt en vervangen door een muziekschool. Er werden nadien nog andere gebouwen zoals een drukkerij en een aantal woonhuizen bij gebouwd. In de 19e eeuw waren er plannen het stadhuis te slopen omdat het te klein werd. Door geldgebrek kon het stadhuis aan zijn lot ontsnappen.

### Wereldoorlog I
Toen Torhout in de Eerste Wereldoorlog bezet werd door het Duitse leger op 15 oktober 1914 werd het stadhuis een Duits hoofdkwartier. De stad zelf lag maar 20 kilometer van de loopgraven vandaan en werd dus gebruikt als hospitaal en rustplaats door de Duitsers. Omdat het zo kortbij het slagveld lag, vielen er een aantal bommen op de stad. Ook een aantal bombardementen van bondgenoten kwamen op Torhout terecht. Dit alles gebeurde in 1916. De oorlog was een grote aanslag op de stad; veel gebouwen werden verwoest of beschadigd tijdens de bombardementen maar wonderbaarlijk genoeg bleef het stadhuis gespaard, ondanks het feit dat de muziekschool die grenst aan het stadhuis wel ernstig beschadigd werd. In de laatste weken van de oorlog maakten de bondgenoten vooruitgang en trokken ze naar Torhout. Omdat de Duitsers door de dreiging in paniek raakten, besloten ze de stad te plunderen en alle strategische plaatsen te vernietigen. Dit resulteerde in de vernietiging van het treinstation, verschillende scholen, alle overgebleven windmolens (waarvan sommigen middeleeuws waren) en de kerktoren. Het Duits hoofdkwartier verliet de stad op 10 oktober 1918. Het stadhuis was onbeschadigd maar nu ook niet meer bezet. Tijdens de strijd om Torhout - Tielt van 14 tot 30 oktober 1918 werden de laatste Duitse soldaten uit de stad verdreven. De bondgenoten werden als helden ontvangen in de beschadigde stad op 18 oktober 1918.

### Na de oorlog
Torhout likte zijn wonden schoon na de oorlog en probeerde zo veel als kon de schade te herstellen. Men wist de kerktoren te herstellen, evenals de meeste huizen en scholen die beschadigd waren tijdens de oorlog. Het stadhuis kreeg zijn voormalige titel van stadhuis terug en de omstaande gebouwen werden hersteld.

### WO II
Tijdens WO II werd Torhout weer door oorlog geteisterd. Op 25 mei 1940 werd Torhout gebombardeerd door de Luftwaffe. Het bombardement met brandbommen resulteerde in de vernietiging van de kerk, evenals een aantal omstaande huizen. Het stadhuis bleef wederom onbeschadigd, ook al staat het maar ongeveer 50 meter van de kerk af. Diezelfde dag was de koning van België maar ongeveer op 5 kilometer afstand van Torhout in het kasteel van Wijnendale samen met de minister president en drie andere ministers. Het was daar dat de koning de overgave van België aan de Duitsers ondertekende, wat resulteerde in de koningskwestie na de oorlog. Torhout werd wederom gebombardeerd op 26 en 27 mei en op 13 augustus, wat het ziekenhuis en de sommige scholen beschadigde. Torhout werd 4 jaar bezet en uiteindelijk door Canadese troepen bevrijd op 6 en 7 september 1944. Tijdens de bezetting werd het stadhuis als beschermd als monument op 29 november 1943.

### Na WO II
Het stadhuis werd binnenin gemoderniseerd in 1949, maar het 18de-eeuws plafond, met afbeeldingen van muzikale instrumenten, boogschutters en schrijf materieel, gingen verloren. De achterkant van het gebouw werd ook gerestaureerd. De omstaande huizen werden gesloopt tussen 1950 en 1980. Het stadhuis was weer een vrijstaand gebouw. Het stadhuis werd nogmaals gerestaureerd van 1995 tot 1997.

## Vandaag de dag
Het stadhuis vierde zijn 300-jarig bestaan in 2013. Het werd voor deze gelegenheid gedecoreerd met rode lintjes. Het stadhuis werd gebruikt door de burgemeester en het schepencollege tot 2014 totdat er een nieuw stadhuis werd gebouwd. Nadat dit in gebruik werd genomen, doet het oude stadhuis dienst als vrijetijdshuis.